# تربیم(III, IV) اکسید
تربیم(III, IV) اکسید (به انگلیسی: Terbium(III,IV) oxide) با فرمول شیمیایی Tb۴O۷ یک ترکیب شیمیایی است. که جرم مولی آن ۷۴۷٫۶۹۷۲ g/mol می‌باشد. شکل ظاهری این ترکیب، بلورهای دستگاه بلوری مونوکلینیک سفید است.